# گمینا کژموو
گمینا کژموو (به لهستانی:  Gmina Krzymów) یک گمینا در لهستان است که در شهرستان کونگن واقع شده‌است. گمینا کژموو ۹۲٫۶۸ کیلومتر مربع مساحت و ۷٬۰۷۴ نفر جمعیت دارد.